# Phố Miodowa (Warszawa)
Miodowa (sáng Phố mật ong) là một con phố nằm trong Khu phố cổ của Warszawa. Chính xác hơn, nó liên kết Phố Krakowskie với Quảng trường Krasiński. Nó cũng là tên của một con đường ở quận Kazimierz ở Kraków.

## Lịch sử
Vào thế kỷ 16, phố Miodowa nổi tiếng với các cửa hàng bán bánh gừng; do đó tên của nó cũng bắt nguồn từ đó. Trong thế kỷ 18, họa sĩ người Ý Bernardo Bellotto, được biết đến với cái tên il Canaletto, là họa sĩ cho vị vua cuối cùng của Ba Lan Stanisław August Poniatowski, đã vẽ những chi tiết tỉ mỉ trên đường phố và kiến trúc của Warsaw thế kỷ 18.
Canaletto đã vẽ ra một khung cảnh của đường phố với tất cả sự hối hả và nhộn nhịp của hệ thống giao thông. Các tòa nhà, bên phải cung điện của Nguyên soái Jan Klemens Branicki (được xây dựng năm 1740), và bên trái là các cung điện của các Giám mục Cracow (được xây dựng năm 1622, xây dựng lại giữa năm 1760-1762 bởi Jakub Fontana) và các biệt thự của chủ ngân hàng Warsaw, Piotr Tepper (được xây dựng vào năm 1774 theo thiết kế của Efraim Szreger, bị phá hủy trong cuộc nổi dậy Warsaw và không được xây dựng lại sau chiến tranh). Xa hơn nữa có thể là mái nhà của nhà thờ Capuchin thế kỷ 17, được tạo nên bởi Vua John III Sobieski (được xây dựng từ năm 1683-1694 bởi Tylman van Gameren), nơi có một nhà nguyện có tro cốt chứa trái tim của ông ấy. Đằng sau nhà nguyện, một phần phía trước Cung điện Krasnoy ở phía xa có thể nhìn thấy ở phía bên trái là Cung điện Lelewel, một tác phẩm khác của Efraim Szreger.

## Hình ảnh

### Hình ảnh lịch sử

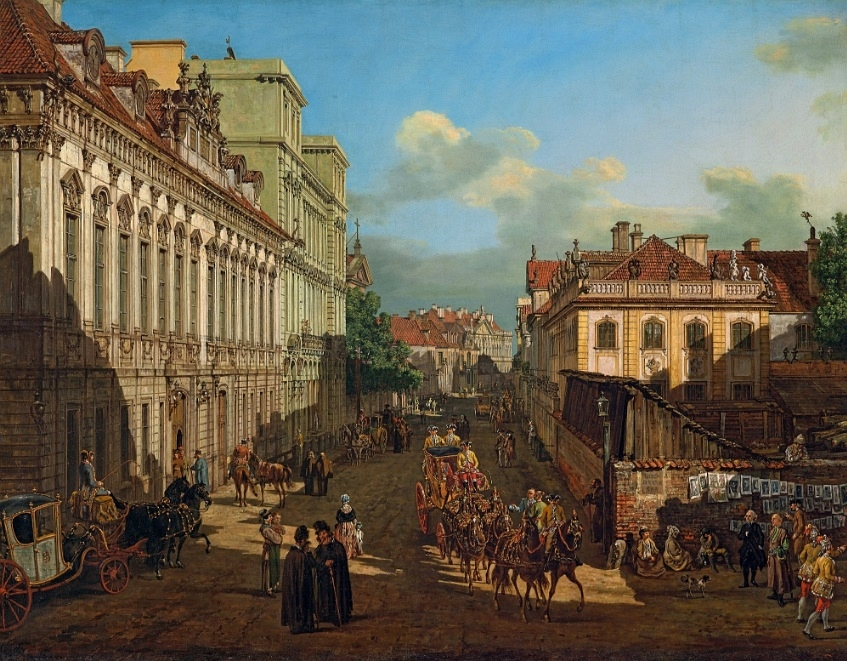
Đường Miodowa ở Bellotto, 1770
Con đường của Zygmunt Vogel, 1795
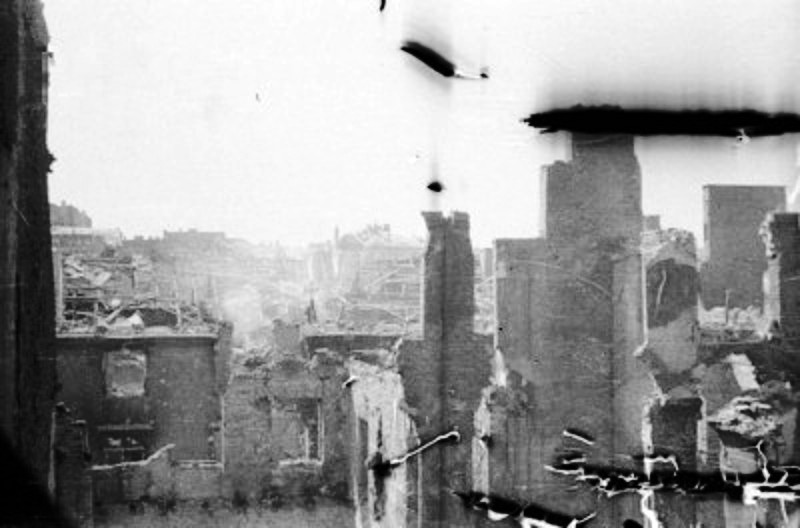
Cuộc nổi dậy ở Warsaw - Tàn tích nhà phố nằm trên khu vực đường Miodowa và Senatorska nhìn từ đường Podwale theo hướng Quảng trường Nhà hát.

### Các tính năng (có thể nhìn thấy tại bức tranh của Canaletto)

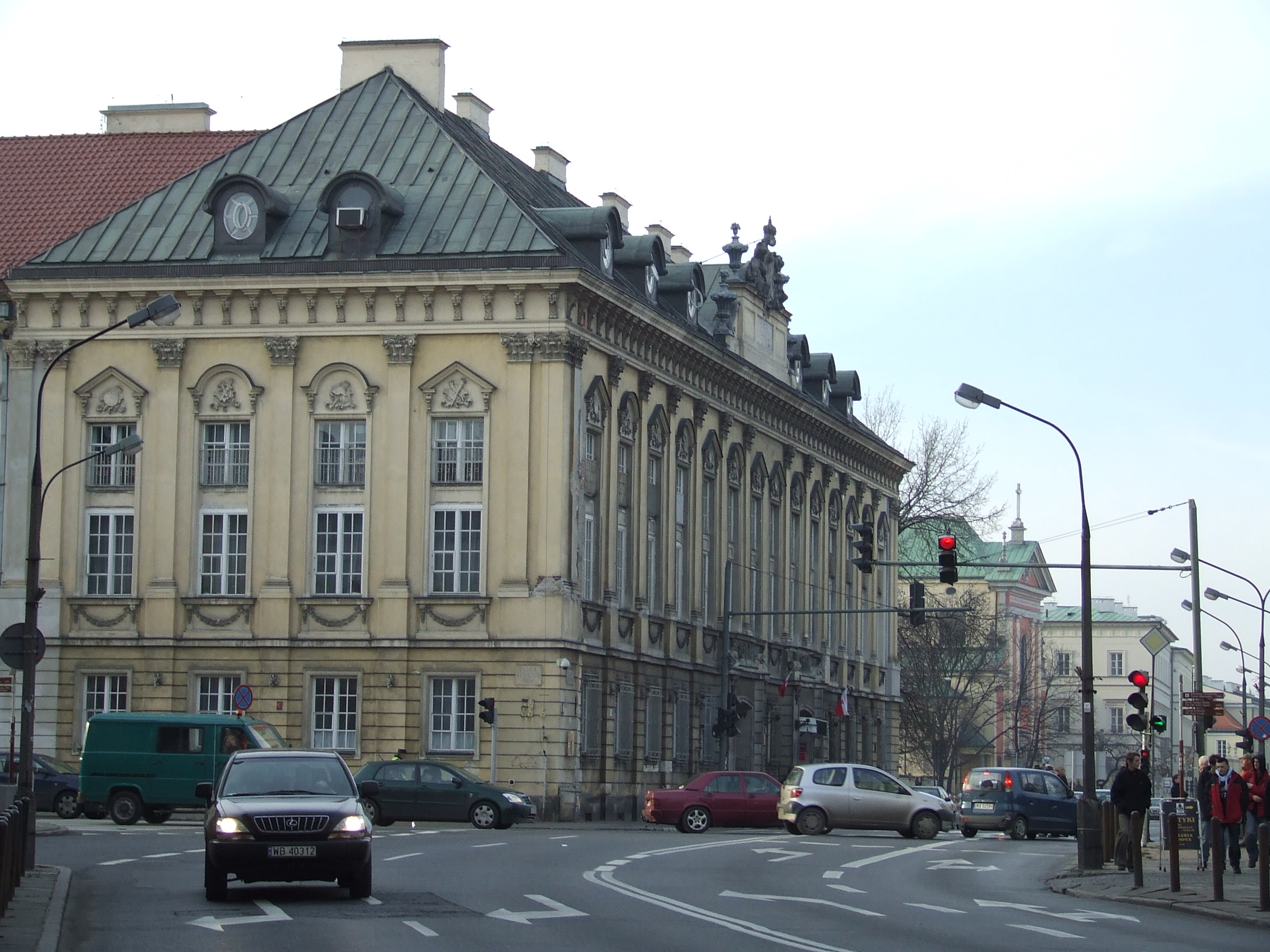
Cung điện Cracow
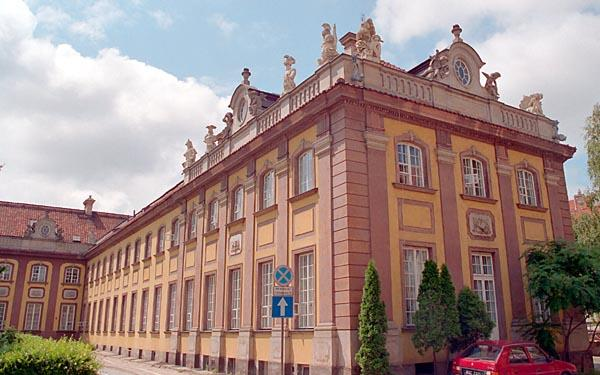
Cung điện Branicki
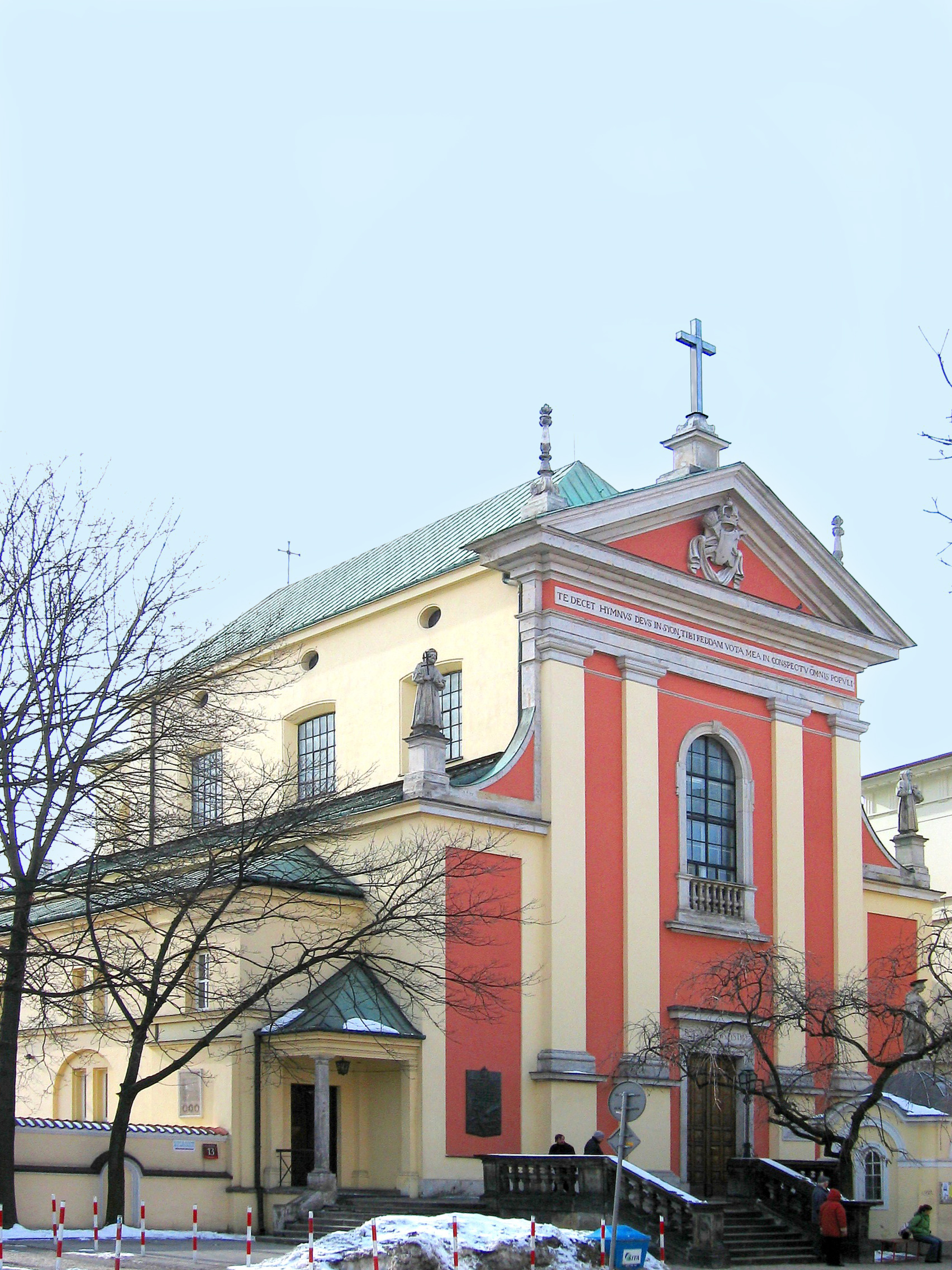
Nhà thờ Capuchin